# Lost in Space
Lost in Space to album amerykańskiej wokalistki Aimee Mann. Został wydany w 2002 roku, przez jej własną wytwórnię SuperEgo Records. Specjalna edycja płyty ukazała się w 2003 roku i zawierała dodatkowy dysk, na którym znajdowało się sześć piosenek nagranych na żywo, dwa utwory B-side i dwie wcześniej niewydane piosenki.
Mann wykonała piosenki "This Is How It Goes" i "Pavlov's Bell" podczas gościnnego występu w serialu telewizyjnym Buffy: Postrach wampirów.

## Lista utworów
1. "Humpty Dumpty" (Mann) – 4:01
2. "High on Sunday 51" (Paul Dalen, Mann) – 3:15
3. "Lost in Space" (Mann) – 3:28
4. "This Is How It Goes" (Mann) – 3:47
5. "Guys like Me" (Mann) – 3:12
6. "Pavlov's Bell" (Mann) – 4:27
7. "Real Bad News" (Mann) – 3:53
8. "Invisible Ink" (Mann, Clayton Scoble) – 4:59
9. "Today's the Day" (Mann) – 4:42
10. "The Moth" (Mann) – 3:46
11. "It's Not" (Mann) – 3:27

### Dodatkowy dysk
1. "Real Bad News" (na żywo) – 3:38
2. "The Moth" (na żywo) – 3:31
3. "This Is How It Goes" (na żywo) – 3:38
4. "The Scientist" (na żywo) – 4:19 (cover Coldplay)
5. "Invisible Ink" (na żywo) – 5:07
6. "Nightmare Girl" (B-side) – 3:49
7. "Backfire" (B-side) – 3:15
8. "Fighting the Stall" – 4:04
9. "Observatory" – 4:19
10. "It's Not" (na żywo w BBC) – 3:16

## Pozycje
| Lista (2002)          | Pozycja |
| --------------------- | ------- |
| Top Independent Album | 31      |
| Billboard 200         | 35      |
| Top Internet Album    | 35      |